# Xã Teddy, Quận Towner, Bắc Dakota
Xã Teddy (tiếng Anh: Teddy Township) là một xã thuộc quận Towner, tiểu bang Bắc Dakota, Hoa Kỳ. Năm 2010, dân số của xã này là 36 người.